# Brian Stableford
Brian Michael Stableford (Shipley, 25 luglio 1948 – Swansea, 24 febbraio 2024) è stato uno scrittore di fantascienza, critico letterario e traduttore britannico.
Autore molto prolifico, pubblicò più di 70 romanzi e 22 raccolte di racconti.
Per lungo tempo, si firmò come Brian M. Stableford e solo in seguito come Brian Stableford. Usò anche lo pseudonimo Brian Craig per un paio di primissime opere e per alcune più recenti. Creò questo pseudonimo unendo il suo nome proprio a quello di un compagno di scuola degli anni sessanta, Craig A. Mackintosh, assieme al quale pubblicò alcune delle prime opere.

## Biografia
Nato a Shipley (West Yorkshire), Stableford si laureò in biologia all'Università di York nel 1969, proseguendo gli studi post laurea in biologia e successivamente in sociologia. Nel 1979 conseguì il dottorato di ricerca con una tesi su La sociologia della fantascienza. Insegnante dal 1977, fino al 1988 lavorò come docente di sociologia presso l'Università di Reading. Da allora fu scrittore a tempo pieno e docente a tempo parziale in diverse università per corsi riguardanti materie come la scrittura creativa. Si sposò due volte ed ebbe un figlio e una figlia dal suo primo matrimonio.
Iniziò la propria carriera letteraria molto presto, alla metà degli anni sessanta, duranti gli anni universitari. Il suo primo romanzo fu Cradle of the Sun del 1969. Come traduttore, operò soprattutto dal francese all'inglese, anche traducendo per la prima volta opere di autori francesi.

## Opere

### Fantascienza

#### Serie

##### Dies irae
1. The Days of Glory (Ace 1971)
2. In the Kingdom of the Beasts (Ace 1971)
3. Day of Wrath (Ace 1971)

##### Hooded Swan (anche noto come Grainger)
1. The Halcyon Drift (DAW novembre 1972 / JM Dent 1974)
2. Rhapsody in Black (DAW giugno 1973 / JM Dent 1975)
3. Promised Land (DAW febbraio 1974 / JM Dent settembre 1975)
4. The Paradise Game (DAW giugno 1974 / JM Dent 1976)
5. The Fenris Device (DAW dicembre 1974 / Pan 1978)
6. Swan Song (DAW maggio 1975 / Pan 1978)

Tutti e 6 i romanzi sono disponibili anche in uno speciale volume omnibus: Swan Songs (Big Engine aprile 2002 / SFBC aprile 2003)

##### Missione Daedalus
1. The Florians (DAW settembre 1976 / Hamlyn 1978)
2. Critical Threshold (DAW febbraio 1977 / Hamlyn 1979)
3. Wildeblood's Empire (DAW ottobre 1977 / Hamlyn 1979)
4. The City of the Sun (DAW maggio 1978 / Hamlyn 1980)
5. Balance of Power (DAW gennaio 1979 / Hamlyn 1984)
6. The Paradox of the Sets (DAW ottobre 1979)

##### Asgard
1. Asgard's Secret (Five Star ottobre 2004); revisione e ampliamento di due versioni precedenti:
  - Journey to the Center (DAW 1982)
  - Journey to the Centre (NEL ottobre 1989)
2. Asgard's Conquerors (Five Star dicembre 2004); revisione e ampliamento di una versione precedente:
  - Invaders from the Centre (NEL gennaio 1990)
3. Asgard's Heart (Five Star, febbraio 2005); revisione e ampliamento di una versione precedente:
  - The Centre Cannot Hold (NEL giugno 1990)

##### Warhammer
1. La Trilogia di Orfeo:
  - Zaragoz (GW Books novembre 1989; come "Brian Craig")
  - Plague Daemon (GW Books aprile 1990; come "Brian Craig")
  - Storm Warriors (GW Books marzo 1991; come "Brian Craig")
2. The Wine of Dreams (Black Library ottobre 2000; come "Brian Craig")
3. Warhammer 40000: Pawns of Chaos (Black Library aprile 2001; come "Brian Craig")

##### David Lydyard (lupi mannari)
1. The Werewolves of London (Simon & Schuster, Regno Unito, luglio 1990)
2. The Angel of Pain (Simon & Schuster, Regno Unito, agosto 1991)
3. The Carnival of Destruction (Pocket, Regno Unito, ottobre 1994)

##### Dark Future
- Ghost Dancers (GW Books maggio 1991; come "Brian Craig")

##### Genesys
1. Serpent's Blood (Legend maggio 1995)
2. Salamander's Fire (Legend maggio 1996)
3. Chimera's Cradle (Simon & Schuster UK marzo 1997)

##### Emortality
I primi sei volumi sono considerati la sequenza principale e sono stati pubblicati fuori serie; l'ordine di lettura preferito mostrato di seguito è stabilito dall'introduzione dell'autore al volume 6, The Omega Expedition. Questa serie è anche correlata, sebbene non sempre del tutto coerente, alle 8 raccolte e ai 5 romanzi sottotitolati "Tales of the Biotech Revolution", vedi di seguito.
Il termine "emortalità", inteso a indicare la quasi immortalità contrapposta all'immortalità assoluta, è riconosciuto da Stableford (nei ringraziamenti al volume 3, Dark Ararat) come coniato da Alvin Silverstein nel suo libro del 1979 Conquest of Death.
Nell'introduzione alla sua raccolta del 2007 The Tree of Life and Other Tales of the Biotech Revolution, Stableford descrive questa serie come "il monitoraggio dei potenziali effetti dei possibili sviluppi della biotecnologia sull'evoluzione della società globale. [Può essere considerato] una versione modificata della storia futura tracciata in The Third Millennium: A History of the World 2000-3000 AD (Sidgwick & Jackson 1985, scritto in collaborazione con David Langford).
"L'ampio respiro di questa storia futura prevede un collasso economico ed ecologico su larga scala nel XXI secolo causato dal riscaldamento globale e da altri fattori, seguito dall'emergere di una società globale progettata per accogliere la longevità umana (sebbene ciò non sia necessariamente ovvio nelle storie ambientate prima del Collasso)."
1. The Cassandra Complex (Tor marzo 2001); revisione e ampliamento di:
  - "The Magic Bullet" (nv), Interzone#29 1989
2. Inherit the Earth (Tor settembre 1998); revisione e ampliamento di:
  - "Inherit the Earth" (na), Analogluglio 1995
3. Dark Ararat (Tor marzo 2002)
4. Architects of Emortality (Tor settembre 1999); revisione e ampliamento di:
  - Les Fleurs du Mal (na) ottobre 1994 di Asimov;inoltre, vedere Collection 19, di seguito.
5. The Fountains of Youth (Tor maggio 2000); revisione e ampliamento di:
  - " Mortimer Gray's History of Death" (na), Asimov's, aprile 1995
6. The Omega Expedition (Tor dicembre 2002); revisione e ampliamento di:
  - "And He Not Busy Being Born..." (ss) Interzone#16 Estate 1986
7. The Dragon Man: A Novel of the Future (Borgo Press, 2009); un romanzo a sé stante "per giovani adulti".

##### Mnemosine
1. The Wayward Muse (Black Coat Press, settembre 2005), ISBN 1-932983-45-7.
  - Introduzione (in) *
  - "The Secret Exhibition" (nv), Weird TalesAutunno 1999; rivisto qui, secondo l'introduzione dell'autore
  - "The Incubus of the Rose" (ss), Weird Talesestate 2000; rivisto qui, secondo l'introduzione dell'autore
  - "The Arms of Morpheus" (romanzo breve) *
2. Eurydice's Lament (Black Coat Press, novembre 2015)
3. The Mirror of Dionysius (Black Coat Press, dicembre 2016)
4. The Pool of Mnemosyne (Black Coat Press, aprile 2018)

##### L'Impero dei Negromanti
1. The Shadow of Frankenstein (Black Coat Press, dicembre 2008), ISBN 978-1-934543-63-4. ; un fix-up di quanto segue:
  - "The Grey Men" (na) Tales of the Shadowmen, Volume 2: Gentlemen of the Night, a cura di Jean-Marc Lofficier e Randy Lofficier, Black Coat Press, 2005
  - "The Child-Stealers" (na) Tales of the Shadowmen, Volume 3: Danse Macabre, a cura di Jean-Marc e Randy Lofficier, Black Coat Press, 2006
2. Frankenstein and the Vampire Countess (Black Coat Press, novembre 2009), ISBN 978-1-934543-89-4. ; un aggiustamento di quanto segue:
  - "The Return of Frankenstein" (na) Tales of the Shadowmen, Volume 4: Lords of Terror, a cura di Jean-Marc e Randy Lofficier, Black Coat Press, 2008
  - "The Vampire in Paris" (na) Tales of the Shadowmen, Volume 5: The Vampires of Paris, a cura di Jean-Marc e Randy Lofficier, Black Coat Press, 2009
3. Frankenstein in London (Black Coat Press, gennaio 2011), ISBN 978-1-935558-78-1. ; un fix-up di quanto segue:
  - "Where Zombies Armies Clash By Night" (na) Tales of the Shadowmen, Volume 6: Grand Guignol, ed. Jean-Marc e Randy Lofficier, Black Coat Press, 2010
  - "The Negromancers of London" (na) Tales of the Shadowmen, Volume 7: Femmes Fatales, a cura di Jean-Marc e Randy Lofficier, Black Coat Press, 2011

##### Auguste Dupin
1. "The Legacy of Erich Zann" (na), vedi Collections 21 e 23, di seguito
2. The Mad Trist / Valdemar's Daughter ( Borgo Press, ottobre 2010); annunciato come "Wildside Double #10"
  - "Valdemar's Daughter: A Romance of Mesmerism" (na) *
  - "The Mad Trist: A Romance of Bibliomania" (na) *
3. The Quintessence of agosto: A Romance of Possession (Borgo Press, gennaio 2011)
4. The Cthulhu Encryption: A Romance of Piracy (Borgo Press, marzo 2011)
5. Journey to the Core of Creation: A Romance of Evolution (Borgo Press, novembre 2011)
6. Yesterday Never Dies: A Romance of Metempsychosis (Borgo Press, gennaio 2013)

##### Morgan's Fork
1. Spirits of the Vasty Deep (Snuggly Books, marzo 2018)
2. The Insubstantial Pageant (Snuggly Books, dicembre 2018)
3. The Truths of Darkness (Snuggly Books, agosto 2019)

##### Paul Furneret
1. The Painter of Spirits (Snuggly Books, ottobre 2019)
2. The Quiet Dead (Snuggly Books, ottobre 2019)
3. Living With the Dead (Snuggly Books, novembre 2019)

#### Altri romanzi
- Cradle of the Sun (Ace Double 1969 / Sidgwick & Jackson ottobre 1969)
- The Blind Worm (Ace Double 1970 / Sidgwick & Jackson marzo 1970)
- To Challenge Chaos (DAW maggio 1972)
- The Realms of Tartarus (DAW luglio 1977); una trilogia di racconti, il primo dei quali è una revisione di:
  - The Face of Heaven (Quartet Books febbraio 1976)
- Man in a Cage (John Day 1975); liberamente tratto da:
  - "Meeting at Eternity" (vi), Proteus#3 1966
- The Mind-Riders (DAW maggio 1976 / Fontana 1977)
- The Last Days of the Edge of the World (Hutchinson 1978 / Ace settembre 1985)
- The Walking Shadow (Fontana 1979 / Carroll & Graf luglio 1985)
- Optiman (DAW ottobre 1980) / a.k.a. War Games (Pan UK luglio 1981)
- The Castaways of Tanagar (DAW aprile 1981)
- The Gates of Eden (DAW febbraio 1983)
- The Empire of Fear (Simon & Schuster UK ottobre 1988); rivisto ed espanso da:
  - "The Man Who Loved the Vampire Lady" (nv), F&SF, agosto 1988
- Young Blood (Simon & Schuster UK settembre 1992)
- Firefly: A Novel of the Far Future, (Borgo Press, 1994 / Cosmos Books maggio 2009); rivisto ed espanso da:
  - "Beyond Time's Aegis" (nv), Science Fantasy, novembre 1965 {con Craig A. Mackintosh, come "Brian Craig"}
- The Hunger and Ecstasy of Vampires (Mark V. Ziesing marzo 1996) – first published in somewhat abridged form in the following:
  - "The Hunger and Ecstasy of Vampires" (na), Interzone, gennaio 1995 (+1)
- Year Zero (Sarob Press giugno 2000 / Five Star aprile 2003); a fix-up and expansion of the following 3 stories:
  - "When Molly Met Elvis" (ss), Interzone, aprile 1997 (as by "Francis Amery")
  - "Molly and the Angel" (ss), Interzone, luglio 1999 (as by "Francis Amery")
  - "Molly and the Men in Black" (nv), Interzone, settembre 1999 (as by "Francis Amery")
- The Eleventh Hour (Cosmos Books 2001)
- Curse of the Coral Bride (Immanion Press UK novembre 2004); liberamente tratto da::
  - "The Light of Achernar" (nv), The Last Continent: New Tales of Zothique, ed. John Pelan, ShadowLands Press 1999
- Kiss the Goat (Prime Books settembre 2005)
- The Stones of Camelot (Black Coat Press, marzo 2006, ISBN 1-932983-69-4.; rivisto ed espanso da:
  - "The Architect of Worlds" (na), Camelot Fantastic, ed. Lawrence Schimel & Martin H. Greenberg, DAW luglio 1998
- Streaking: A Novel of Probability (PS Publishing giugno 2006 / Borgo Press, settembre 2011)
- The New Faust at the Tragicomique (Black Coat Press, aprile 2007, ISBN 978-1-932983-91-3.
- Sherlock Holmes and the Vampires of Eternity (Black Coat Press, gennaio 2009, ISBN 978-1-934543-06-1.; book version of the following linked novellas:
  - "The Hunger and Ecstasy of Vampires" (na), Interzone, gennaio 1995 (+1; text restored) Mark V. Ziesing 1996, see above
  - "The Black Blood of the Dead" (na), Interzone, gennaio 1997 (+1)
  - "The Gateway of Eternity" (na), Interzone, gennaio 1999 (+1)
- The Moment of Truth, (Borgo Press, marzo 2009); liberamente tratto da::
  - "The Face of an Angel" (nv), Leviathan 3, ed. Forrest Aguirre & Jeff VanderMeer, Ministry of Whimsy 2002
- Prelude to Eternity: A Romance of the First Time Machine (Borgo Press, agosto 2009)
- The World Beyond: A Sequel to S. Fowler Wright's The World Below (Borgo Press, settembre 2009)
- Alien Abduction: The Wiltshire Revelations (Borgo Press, settembre 2009); "A Comedy of Aliens"
- Luscinia: A Romance of Nightingales and Roses (Borgo Press, agosto 2010)
- The Plurality of Worlds: A 16th-century Space Opera (Borgo Press, 2010); versione in volume dei tre seguenti romanzi brevi:
  - "The Ethership" (na), Asimov's, agosto 2006 (as "The Plurality of Worlds")
  - "Doctor Muffet's Island" (na), Asimov's, marzo 2007
  - "The Philosopher's Stone" (na), Asimov's, luglio 2008
  - "The Great Armada" (na), Asimov's, aprile/May 2009
- Zombies Don't Cry: A Tale of the Biotech Revolution (Borgo Press, febbraio 2011)
- Xeno's Paradox: A Tale of the Biotech Revolution (Borgo Press, febbraio 2011; sequel di "Hidden Agendas", vedi Collection 9)
- Nature's Shift: A Tale of the Biotech Revolution (Borgo Press, settembre 2011); liberamente tratto da::
  - "The Growth of the House of Usher" (nv), Interzone#24 1988
- Echoes of Eternity (Chambrion Books Feb. 2016)
- Vampires of Atlantis: A Love Story (Wildside Press aprile 2016); rivisto ed espanso da:
  - "Sheena" (na), The Vampire Sextette, ed. Marvin Kaye, SFBC 2000 / Ace 2002
- The Darkling Wood: A Scientific Fantasy (Wildside Press maggio 2016); rivisto ed espanso da:
  - "Tenebrio" (nv), Vanishing Acts, ed. Ellen Datlow, Tor 2000
- The Devil in Detail (Wildside Press maggio 2016); liberamente tratto da: related stories:
  - "Chacun sa Goule" (biography & introduction), Dancing with the Dark, ed. Stephen Jones, Vista 1997
  - "The Haunted Bookshop" (nv), Dark Terrors 5: The Gollancz Book of Horror, ed. Stephen Jones & David Sutton, Gollancz UK 2000
  - "Beyond Bliss" (nv), The Haunted Bookshop and Other Apparitions, Borgo Press, Sep. 2007
- Portals of Paradise (Wildside Press Nov. 2016)
- Tangled Web of Time (Wildside Press Nov. 2016)
- Further Beyond: A Lovecraftian Science Fiction Novel (Wildside Press Aug. 2017); rivisto ed espanso da:
  - "Further Beyond" (na), Black Wings III, ed. S. T. Joshi, PS Publishing Feb. 2014
- The Death of Broceliande: A Tale of Faery (Wildside Press Feb. 2018); rivisto ed espanso da:
  - "Chanterelle" (nv), Black Heart, Ivory Bones, ed. Ellen Datlow & Terri Windling, Avon 2000
- The Alchemy of Blood (Wildside Press maggio 2018); rivisto ed espanso da:
  - "The Path of Progress" (nv/na), The Return of the Djinn and Other Black Melodramas, Borgo Press, Aug. 2009
- The Tyranny of the Word (Black Coat Press, Sep. 2019)
- The Revelations of Time and Space (Snuggly Books giugno 2020)
- The Elusive Shadows: A Tale of the Biotech Revolution (Snuggly Books Oct. 2020)
- Meat on the Bone (Snuggly Books maggio 2021)

#### Chapbooks
- The Cosmic Perspective/Custer's Last Stand (Chrim Drumm 1985); raccolta di due romanzi originali
- Slumming in Voodooland (Pulphouse Short Story Paperback # 26 luglio 1991); un racconto originale
- The Innsmouth Heritage (Necronomicon Press, marzo 1992); un racconto originale, ispirato alla narrativa di HP Lovecraft
- Fables and Fantasies (Necronomicon Press ottobre 1996); una raccolta:
  - "Three Versions of a Fable" (vi), Bats and Red Velvet# 14 1995
  - "Nephthys" (ss), Peeping Tom# 13 1994
  - "The Annual Conference of the Prophets of Atlantis" (vi), Reminiscon 40 Souvenir Program1992
  - "The Requiem Masque" (ss), Albedo One# 3 1993
  - "Kalamada's Blessing" (vi), Scheherazaden. 8 1993
  - "Aphrodite and the Ring" (ss), Scheherazade# 11 1995
  - "How the Dragons Yetzirah and Alziluth Lost the Knowledge of a Million Lifetimes" (vi) *; rivisto da Star Roots# 1 1989
  - "The Shepherd's Daughter" (ss), Paura!settembre 1990
  - "The Sleeping Soul" (vi) *
  - "The Dream" (vi) *

#### Raccolte
La prodigiosa produzione di narrativa breve di Stableford gli ha permesso di mettere insieme le seguenti 22 raccolte con un solo caso di storie sovrapposte tra loro: "The Legacy of Erich Zann" in entrambe le raccolte 20 e 22. Le raccolte 1, 3, 6, 8, 13, 16, 19 e 21 sono sottotitolate "Tales of the Biotech Revolution" e sono correlate, sebbene non sempre del tutto coerenti con, ai suoi romanzi "Emortality", vedi sopra.
1. Sexual Chemistry: Sardonic Tales of the Genetic Revolution (Simon & Schuster UK febbraio 1991); ristampato, senza l'articolo conclusivo, as Sexual Chemistry and Other Tales of the Biotech Revolution (Borgo Press, 2012)
  - Introduction (in) *
  - "Bedside Conversations" (ss), Asimov's, dicembre 1990
  - "Sexual Chemistry" (nv), Interzone#20 1987 (o "A Career in Sexual Chemistry")
  - "Cinderella's Sisters" (ss), The Gate#1 1989
  - "The Magic Bullet" (nv), Interzone#29 1989 (poi espanso come The Cassandra Complex, vedi di seguito)
  - "The Invertebrate Man" (nv), Interzone#39 1990
  - "The Furniture of Life's Ambition" (ss/nv), Zenith 2, a cura di David S. Garnett, Orbit UK 1990
  - "The Fury That Hell Withheld" (ss/nv), Interzone#35 1990
  - "The Engineer and the Executioner" (ss), Amazing, maggio 1975; revised
  - "The Growth of the House of Usher" (nv), Interzone#24 1988 (poi espanso come Nature's Shift: A Tale of the Biotech Revolution, vedi di seguito)
  - "And He Not Busy Being Born..." (ss), Interzone#16 1986 (poi espanso come The Omega Expedition, vedi di seguito)
  - "Mankind in the Third Millennium" (article), Social Biology and Human Affairsv54 #1 1988; pubblicato originariamente in giapponese in Japan Research and Technology#249 1988
2. Complications and Other Stories (Cosmos Books settembre 2003)
  - Introduction (in) *
  - "Complications" (nv), Amazing, febbraio 1992
  - "Alternate Worlds" (ss), Interzone#38 1990 (a.k.a. "Minimoments")
  - "The Flowers of the Forest" (ss), Amazing, giugno 1993
  - "Layers of Meaning" (ss), Interzone#21 1987
  - "The Oedipus Effect" (nv), Temps Volume 1, a cura di Neil Gaiman & Alex Stewart, Roc UK 1991
  - "Sortilege and Serendipity" (nv), Euro Temps, a cura di Alex Stewart, Roc UK 1992; seguito di "The Oedipus Effect"
  - "Skinned Alive" (ss), Weekend's Fiction Extra, settembre 1978
  - "Taken for a Ride" (ss), Science Fiction Age, marzo 1994
  - "Virtuous Reality" (ss), Interzone, gennaio 1992
  - "Wildland" (ss), Arrows of Eros, a cura di Alex Stewart, NEL 1989
3. Designer Genes: Tales of the Biotech Revolution (Five Star marzo 2004)
  - Introduction (in) *
  - "What Can Chloë Want?" (ss), Asimov's, marzo 1994
  - "The Invisible Worm" (nv), F&SF, settembre 1991
  - "The Age of Innocence" (ss), Asimov's, giugno 1995
  - "Snowball in Hell" (nv), Analog, dicembre 2000
  - "The Last Supper" (ss), Science Fiction Age, marzo 2000
  - "The Facts of Life" (nv), Asimov's, settembre 1993
  - "Hot Blood" (ss), Asimov's, settembre 2002
  - "The House of Mourning" (ss), Off-Limits, a cura di Ellen Datlow, St. Martin's 1996
  - "Another Branch of the Family Tree" (nv), Asimov's, luglio 1999
  - "The Milk of Human Kindness" (ss), Analog, marzo 2001
  - "The Pipes of Pan" (nv), F&SF, giugno 1997; read online
4. Salomé and Other Decadent Fantasies (Cosmos Books maggio 2004)
  - Introduction (in) *
  - "Salomé" (ss), The Dedalus Book of Femmes Fatales, a cura di Brian M. Stableford, Dedalus 1992
  - "O for a Fiery Gloom and Thee" (ss), Sirens and Other Daemon Lovers, a cura di Ellen Datlow & Terri Windling, HarperPrism 1998
  - "The Last Worshipper of Proteus" (ss), Beyond Fantasy & Science Fiction#2 1995
  - "The Evil That Men Do" (nv), Realms of Fantasy, agosto 1995
  - "Ebony Eyes" (vi), Horrors! 365 Scary Stories, a cura di Stefan R. Dziemianowicz, Robert Weinberg & Martin H. Greenberg, Barnes & Noble 1998 (as by "Francis Amery")
  - "The Fisherman's Child" (ss), Penny Dreadful, aprile 1998
  - "The Storyteller's Tale" (ss), The Anthology of Fantasy & the Supernatural, a cura di Stephen Jones & David Sutton, Tiger 1994
  - "The Unluckiest Thief" (ss), Interzone, giugno 1992
  - "The Light of Achernar" (nv), The Last Continent: New Tales of Zothique, a cura di John Pelan, ShadowLands Press 1999 (later formed loose basis for the novel Curse of the Coral Bride, vedi di seguito)
  - "The Mandrake Garden" (ss), F&SF, luglio 2000
  - "Chanterelle" (nv), Black Heart, Ivory Bones, a cura di Ellen Datlow & Terri Windling, Avon 2000
5. Sheena and Other Gothic Tales (Immanion Press maggio 2006), also available as an e-book, approximately 90,000 words
  - Introduction (in) *
  - "Rose, Crowned with Thorns" (nv), White of the Moon: New Tales of Madness and Dread, a cura di Stephen Jones, Pumpkin Books 1999
  - "Rent" (ss), Weird TalesFall 1998
  - "Tenebrio" (nv), Vanishing Acts, a cura di Ellen Datlow, Tor 2000 (poi espanso come the novel The Darkling Wood, vedi di seguito)
  - "Behind the Wheel" (ss), Dark Voices 2, a cura di David Sutton & Stephen Jones, Pan UK 1990
  - "Innocent Blood" (nv), Tales of the Wandering Jew, a cura di Brian Stableford, Dedalus UK 1991
  - "Emptiness" (ss), Dreams of DecadenceSpring 2001 / Infinity Plus Two, a cura di Keith Brooke & Nick Gevers, PS Publishing UK 2003; pubblicato originariamente in francese in De Sang d'Encre, a cura di Lea Silhol, 1999
  - "The Woman in the Mirror" (ss), The Dedalus Book of Femmes Fatales, a cura di Brian Stableford, Dedalus UK 1992; (come "Brian Craig")
  - "Regression" (nv), Asimov's, aprile 2000
  - "Heartbreaker" (ss), Million#2 1991
  - "Sheena" (na), The Vampire Sextette, a cura di Marvin Kaye, SFBC 2000 / Ace 2002; text restored, per the author's introduction (poi espanso come the novel Vampires of Atlantis, vedi di seguito)
6. The Cure for Love and Other Tales of the Biotech Revolution (Borgo Press, giugno 2007)
  - Introduction (in) *
  - "The Cure for Love" (nv), Asimov'smid-dicembre 1993
  - "Ashes and Tombstones" (ss), Moon Shots, a cura di Peter Crowther, DAW 1999
  - "Slumming in Voodooland" (nv), Pulphouse 1991
  - "The Color of Envy" (nv), Asimov's, maggio 2001
  - "The Lady-Killer, as Observed from a Safe Distance" (nv), Asimov's, agosto 2000
  - "Busy Dying" (nv), F&SF, febbraio 1994
  - "The Man Who Invented Good Taste" (ss), Interzone, marzo 1991
  - "The Road to Hell" (nv), Interzone, luglio 1995
  - "The Scream" (nv), Asimov's, luglio 1994
7. The Haunted Bookshop and Other Apparitions (Borgo Press, settembre 2007)
  - Introduction (in) *
  - "Seers" (ss), Gothic Ghosts, a cura di Wendy Webb & Charles L. Grant, Tor 1997
  - "O Goat-Foot God of Arcady!" (ss), The Silver Web#15 2002
  - Chacun sa Goule (biography & introduction) Dancing with the Dark, a cura di Stephen Jones, Vista 1997 (this and the following 2 stories later formed the loose basis for novel The Devil in Detail, vedi di seguito)
  - "The Haunted Bookshop" (nv), Dark Terrors 5: The Gollancz Book of Horror, a cura di Stephen Jones & David Sutton, Gollancz UK 2000
  - "Beyond Bliss" (nv) *; seguito di "The Haunted Bookshop"
  - "All You Inherit" (ss/nv), Taps and Sighs, a cura di Peter Crowther, Subterranean Press 2000
  - "The Will" (ss), Dark Fantasies, a cura di Chris Morgan, Legend UK 1989
  - "Danny's Inferno" (ss), Albedo One#32 2007
  - "Can't Live Without You" (ss/nv), Oceans of the MindWinter 2001
  - "Community Service" (nv), Terra IncognitaSpring 1997
  - "Denial" (ss) *
8. The Tree of Life and Other Tales of the Biotech Revolution (Borgo Press, settembre 2007)
  - Introduction (in) *
  - "The Tree of Life" (nv), Asimov's, settembre 1994
  - "The Skin Trade" (ss), Asimov's, novembre 1995
  - "Out of Touch" (nv), Asimov's, ottobre 1995
  - "Skin Deep" (nv), Amazing, ottobre 1991
  - "Carriers" (ss/nv), Asimov's, luglio 1993
  - "Rogue Terminator" (nv), Asimov's, aprile 2001
  - "Home Front" (ss), Science Fiction: The DAW 30th Anniversary, a cura di Sheila E. Gilbert & Elizabeth R. Wollheim, DAW 2002
  - "Hidden Agendas" (nv/na), Asimov's, settembre 1999 (sequel is Xeno's Paradox: A Tale of the Biotech Revolution, vedi di seguito)
9. An Oasis of Horror: Decadent Tales and Contes Cruels (Borgo Press, marzo 2008)
  - Introduction (in) *
  - "An Oasis of Horror" (ss), Infinity Plus, settembre 2006; read online
  - "Justice" (ss), Far Point#1 1991
  - "The Copper Cauldron" (nv) *
  - "Nobody Else to Blame" (ss), Redsine#7, gennaio 2002
  - "Heartbeat" (vi), Horrors! 365 Scary Stories, a cura di Stefan R. Dziemianowicz, Robert Weinberg & Martin H. Greenberg, Barnes & Noble 1998
  - "Upon the Gallows-Tree" (ss), Narrow Houses, a cura di Peter Crowther, Little Brown UK 1992
  - "The Devil's Men" (ss), 100 Wicked Little Witch Stories, a cura di Stefan Dziemianowicz, Robert Weinberg & Martin H. Greenberg, Barnes & Noble 1995
  - "The Elixir of Youth" (nv), Weird Talesn. 341, agosto/settembre 2006; originally appeared in French in Asphodale#4 2003; read online
  - "The Lamia's Soliloquy" (vi), Horrors! 365 Scary Stories, a cura di Stefan R. Dziemianowicz, Robert Weinberg & Martin H. Greenberg, Barnes & Noble 1998
  - "And the Hunter Home From the Hill" (ss/nv) *
  - "The Riddle of the Sphinx" (vi), Horrors! 365 Scary Stories, a cura di Stefan R. Dziemianowicz, Robert Weinberg & Martin H. Greenberg, Barnes & Noble 1998
  - "My Mother, the Hag" (ss), Tales of the Round Table, a cura di Mike Astley, Past Times 1997
  - "The Devil's Comedy" (nv), Phantoms of Venice, a cura di David Sutton, Shadow 2001
  - "The Power of Prayer" (ss), Paradox#1 Spring 2003
10. The Gardens of Tantalus and Other Delusions (Borgo Press, marzo 2008); also available as an e-book, listed at 67,533 words
  - Introduction (in) *
  - "The Gardens of Tantalus" (nv), Classical Whodunnits, a cura di Mike Astley, Past Times 1996
  - "The Lost Romance" (ss), Chronicles of the Holy Grail, a cura di Mike Astley, Carroll & Graf 1996
  - "Lucifer's Comet" (ss), Interzone, settembre 1996 (as by "Francis Amery")
  - "The Miracle of Zunderburg" (ss), Redsine n. 4, febbraio 2001
  - "The Cult of Selene" (ss), Albedo Onen. 14 1997
  - "Ice and Fire" (ss), Albedo Onen. 18 1998
  - "Self-Sacrifice" (ss), Interzone, dicembre 1991 (as by "Francis Amery")
  - "To the Bad" (ss), Weerde: Book 1, a cura di Mary Gentle & Roz Kaveney, Roc UK 1992
  - "Riding the Tiger" (nv), Interzone, febbraio 1993 (book's introduction explains that this was originally written as a seguito di "To the Bad")
  - "Curiouser and Curiouser: A Kitchen Sink Drama, by Carol Lewis" (ss), Redsine n. 6 giugno 2001
  - "Quality Control" (nv), The Mammoth Book of Dracula, a cura di Stephen Jones, Robinson 1997
  - "Worse Than the Disease" (ss), Interzone, novembre 1996
11. The Innsmouth Heritage and Other Sequels (Borgo Press, marzo 2009)
  - Introduction (in) *
  - "The Innsmouth Heritage" (ss), Necronomicon Press 1992
  - "The Picture" (vi), The Seventh Seal n. 2 2000 / Redsine n. 2 ottobre 2000 / Here and NowAutumn 2004
  - "The Temptation of Saint Anthony" (ss), The Secret History of Vampires, a cura di Darrell Schweitzer, DAW 2007
  - "The Ugly Cygnet, by Hans Realist Andersen" (vi), The Seventh Seal n. 4 2001
  - "Art in the Blood" (ss/nv), Shadows Over Baker Street, a cura di John Pelan & Michael Reeves, Del Rey 2003
  - "Mr Brimstone and Dr. Treacle" (vi), Naked Truth n. 6 1996 (as by "Francis Amery")
  - "Jehan Thun's Quest" (nv), The Mammoth Book of New Jules Verne Adventures, a cura di Mike Astley & Eric Brown, Robinson 2005
  - "The Immortals of Atlantis" (ss), disLocations, a cura di Ian Whates, NewCon Press 2007
  - "Between the Chapters" (ss) *
  - "Three Versions of a Fable" (vi), Bats and Red Velvet n. 14 1995
  - "The Titan Unwrecked; or, Futility Revisited" (nv/na), Tales of the Shadowmen 1: The Modern Babylon, a cura di Jean-Marc e Randy Lofficier, Black Coat Press, 2005
12. Changelings and Other Metamorphic Tales (Borgo Press, marzo 2009)
  - Introduction (in) *
  - "Changelings" (ss), Interzone n. 85, luglio 1994
  - "Coming to Terms with the Great Plague" (ss), Omni Online, dicembre 1997 (a.k.a. "Coming to Grips with the Great Plague")
  - "Inside Out" (ss/nv), Asimov's, marzo 1997
  - "After the Stone Age" (ss), BBC website, marzo 2004; read original version online
  - "The Oracle" (nv), Asimov's, maggio 1999
  - "The Tour" (ss), Science Fiction Age, gennaio 1998
  - "Victims" (ss), Science Fiction Age, gennaio 2000
  - "The Serpent" (ss), Interzone, settembre 1995
  - "Tread Softly" (ss), Interzone, marzo 2002
  - "Degrees of Separation (with John B. Ford)" (ss), The Evil Entwines, John B. Ford et. Al., Hardcastle 2002
13. In the Flesh and Other Tales of the Biotech Revolution (Borgo Press, marzo 2009)
  - Introduction (in) *
  - "In the Flesh" (nv), Future Histories, a cura di Stephen McClelland, Horizon House UK 1997; read online
  - "A Chip Off the Old Block" (nv), PostscriptsSummer 2004
  - "Taking the Piss" (nv), Asimov's, giugno 2002 / Future Crimes, a cura di Jack Dann & Gardner Dozois, Ace 2003
  - "Another Bad Day in Bedlam" (ss), Christmas Forever, a cura di David G. Hartwell, Tor 1993
  - "Dr. Prospero and the Snake Lady" (ss/nv), Millennium 3001, a cura di Russell Davis & Martin H. Greenberg, DAW 2006
  - "Casualty" (nv), Future Weapons of War, a cura di Joe Haldeman & Martin H. Greenberg, Baen marzo 2007
  - "The Trial" (nv), Asimov's, luglio 2007
  - "The Gift of the Magi" (ss), Interzone#122, agosto 1997
  - "The Incredible Whelk" (ss), Ludd's Mill#16/17 Winter 1980; revised
  - "The Piebald Plumber of Haemlin" (ss), Interzone, aprile 1998
14. The Cosmic Perspective and Other Black Comedies (Borgo Press, luglio 2009); also available as an e-book, listed at 62,851 words
  - Introduction (in) *
  - "The Cosmic Perspective" (nv), The Cosmic Perspective/Custer's Last Stand, Drumm 1985
  - "The Haunted Nursery" (vi), Horrors! 365 Scary Stories, a cura di Stefan R. Dziemianowicz, Robert Weinberg & Martin H. Greenberg, Barnes & Noble 1998
  - "The Phantom of Teirbrun" (na) *
  - "Custer's Last Stand" (nv), The Cosmic Perspective/Custer's Last Stand, Drumm 1985
  - "The Requiem Masque" (ss), Albedo One#3 1993
  - "Meat on the Bone" (nv) *
  - "Murphy's Grail" (ss), Redsine#4, febbraio 2001
  - "Brief Encounter in the Smoking Area" (ss), The Interpreter's House#16 febbraio 2001
  - "Fans from Hell" (ss), The Steel Caves, dicembre 2000
  - "The Annual Conference of the Prophets of Atlantis" (vi), Reminiscon 40 Souvenir Programme1992
15. The Best of Both Worlds and Other Ambiguous Tales (Borgo Press, agosto 2009)
  - Introduction (in) *
  - "The Best of Both Worlds" (ss), PostscriptsSummer 2008
  - "The Highway Code" (ss), We Think, Therefore, We Are, a cura di Peter Crowther, DAW 2009
  - "Captain Fagan Died Alone" (ss), The DAW Science Fiction Reader, a cura di Donald A. Wollheim, DAW 1976 (falls into the milieu of novel To Challenge Chaos, vedi di seguito)
  - "The Face of an Angel" (nv), Leviathan 3, a cura di Forrest Aguirre & Jeff VanderMeer, Ministry of Whimsy 2002 (later formed loose basis for novel The Moment of Truth, vedi di seguito)
  - Verstehen (ss) ConFuse '91 program book (Kongressbok) 1991 / Odyssey, settembre 1997; pubblicato originariamente in tedesco in Pilger Dürch Raum und Zeit, a cura di Wilfert, Goldmann 1982
  - "The Bad Seed" (nv), Interzone, aprile 1994
  - "The Man Who Came Back" (vi), sf Impulse, ottobre 1966
  - "Appearances" (na) *
16. The Great Chain of Being and Other Tales of the Biotech Revolution (Borgo Press, agosto 2009); also available as an e-book, listed at 69,250 words
  - Introduction (in) *
  - "Following the Pharmers" (nv), Asimov's, marzo 2008
  - "The Unkindness of Ravens" (ss), Interzone n. 90, dicembre 1994
  - "The Great Chain of Being" (ss), Future Americas, a cura di John Helfers & Martin H. Greenberg, DAW 2008
  - "Sleepwalker" (vi), Interzone#105, marzo 1996
  - "The Beauty Contest" (nv) *
  - "Burned Out" (nv), Interzone n. 70, aprile 1993
  - "Inherit the Earth" (na), Analog, luglio 1995 (poi espanso come Inherit the Earth, vedi di seguito)
17. Beyond the Colors of Darkness and Other Exotica (Borgo Press, agosto 2009); also available as an e-book, listed at 66,814 words
  - Introduction (in) *
  - "Beyond the Colors of Darkness" (ss) *
  - "An Offer of Oblivion" (ss), Amazing, ottobre 1974; revised
  - "Enlightenment" (nv) *
  - "The Dragons Alziluth and Yetzirah" (vi), Fables and Fantasies, Necronomicon Press 1996 (revised from Star Roots#1 1989; a.k.a. "How the Dragons Alziluth and Yetzirah Lost the Knowledge of a Million Lifetimes")
  - "A Saint's Progress" (ss) *
  - Mens Sana in Corpore Sano (ss) Violent Spectres#2 1995
  - "Black Nectar" (nv) *
  - "Nephthys" (ss), Peeping Tom n. 13 1994
  - "Plastic Man" (vi) *; originally appeared in Swedish in Norcon 99 program book, 1999
  - "Aphrodite and the Ring" (ss), Scheherazade#11 1995 (a.k.a. "Aphrodite's Ring")
  - Danse Macabre (na) *
18. The Return of the Djinn and Other Black Melodramas (Borgo Press, agosto 2009); i cataloghi pre-pubblicazione elencavano il titolo di questa raccolta come The Path of Progress and Other Black Melodramas
  - Introduction (in) *
  - "The Path of Progress" (nv/na) *
  - "Kalamada's Blessing" (vi), Scheherazade n. 8 1993
  - "The Shepherd's Daughter" (ss), Fear! , settembre 1990
  - "Shadows of the Past" (nv) *
  - "Reconstruction" (vi), Cold Cuts II, a cura di Paul Lewis e Steve Lockley, Alun Books 1994
  - "The Return of the Djinn" (na) *
19. Le Fleurs du Mal / The Undead (Borgo Press, agosto 2010); billed as "Wildside Double #4"
  - Author's Note [to Les Fleurs du Mal] (in) *
  - "Le Fleurs du Mal: A Tale of the Biotech Revolution" (na), Asimov's, ottobre 1994; text corrected here, per the author's introduction: "...I eventually decided to finish the novel version of Les Fleurs du Malanyway, and completed it in 1992. I wrote the story to what seemed its natural length (68,000 words) but could not sell it...I decided to cut the text drastically and attempt to sell an abridged version of the story to one or other of the sf magazines as a novella. The present text is the 29,000-word result of that cut, although Gardner Dozois—who bought it for publication in the ottobre 1994 issue of Asimov's Science Fiction—insisted on cutting out the gratuitous car chase, thus reducing the published version to 27,000 words."; poi espanso come the novel Architects of Emortality, vedi di seguito
  - "The Undead: A Tale of the Biotech Revolution" (short novel) *
20. The Womb of Time (Perilous Press gennaio 2011)
  - "The Womb of Time" (short novel) *
  - "The Legacy of Erich Zann" (na) *; first story in the Auguste Dupin series, vedi di seguito
21. The Golden Fleece and Other Tales of the Biotech Revolution (Borgo Press, marzo 2012)
  - Introduction (in) *
  - "The Golden Fleece" (na) *
  - "Some Like It Hot" (nv), Asimov's, dicembre 2009
  - "Alfonso the Wise" (ss), Interzone n. 105, marzo 1996 Pas by "Frances Amery")
  - "Next to Godliness" (ss/nv), Celebration: Commemorating the 50th Anniversary of the British Science Fiction Association, a cura di Ian Whates, NewCon Press marzo 2008; text restored
  - "Mortimer Gray's <i id="mwA8w">History of Death</i>" (na), Asimov's, aprile 1995 (poi espanso come The Fountains of Youth, vedi di seguito)
22. The Legacy of Erich Zann and Other Tales of the Cthulhu Mythos (Borgo Press, aprile 2012)
  - Introduction (in) *
  - "The Legacy of Erich Zann" (na), The Womb of Time, Perilous Press gennaio 2011; first story in the Auguste Dupin series, vedi di seguito
  - "The Truth about Pickman" (ss), Black Wings: New Tales of Lovecraftian Horror, a cura di S. T. Joshi, PS Publishing aprile 2010
  - "The Holocaust of Ecstasy" (ss), Cthulhu's Reign, a cura di Darrell Schweitzer, DAW aprile 2010
  - "The Seeds from the Mountains of Madness" (na) *

#### Narrativa breve non raccolta
- The fertile imagination, in Andromeda Spaceways Inflight Magazine, vol. 41, 2009,  pp. 99-108.

### Come traduttore (prevalentemente dal francese all'inglese)
- Vampire City (1999, La Ville Vampire di Paul Féval, père (1874), ISBN 0-9740711-6-1.
- Knightshade (2001, Le Chevalier Ténèbre di Paul Féval (1860), ISBN 0-9740711-4-5.
- Lumen (2002, Lumen di Camille Flammarion (1867), ISBN 0-8195-6567-9.
- Nightmares of an Ether-Drinker (Tartarus Press 2002, Sensations et Souvenirs di Jean Lorrain (1895), ISBN 1-872621-65-1.
- The Vampire Countess (2003, La Vampire di Paul Féval (1865), ISBN 0-9740711-5-3.
- The Scaffold (2004, antologia originale di racconti in precedenza non tradotti da Histoires Insolites, L'Amour Suprême e Nouveaux Contes Cruels di Auguste de Villiers de L'Isle-Adam (1883), ISBN 1-932983-01-5.
- The Vampire Soul (2004, antologia originale di racconti in precedenza non tradotti da Tribulat Bonhomet, L'Amour Suprême e Nouveaux Contes Cruels di Auguste Villiers de l'Isle-Adam (1887), ISBN 1-932983-02-3.
- The Wandering Jew's Daughter (2005, La Fille du Juif Errant di Paul Féval (1863), ISBN 1-932983-30-9.
- John Devil (2005, Jean Diable di Paul Féval (1861), ISBN 1-932983-15-5.
- The Black Coats: 'Salem Street (2005, La Rue de Jérusalem di Paul Féval (1868), ISBN 1-932983-46-5.
- Revenants (2006, Le Livre des Mystères di Paul Féval (1852), ISBN 1-932983-70-8.
- The Black Coats: The Invisible Weapon (2006, L'Arme Invisible di Paul Féval (1869), ISBN 1-932983-80-5.
- News from the Moon: Nine French proto-science fiction stories from 1768 to 1902 (2007, ISBN 978-1-932983-89-0.
- Felifax the Tiger-Man (2007, Félifax di Paul Féval, fils, 1929), ISBN 978-1-932983-88-3.
- The Nyctalope vs. Lucifer (2007, Lucifer di Jean de La Hire, 1921), ISBN 978-1-932983-98-2.
- Anne of the Isles (2007, Contes de Bretagne di Paul Féval, 1844), ISBN 978-1-932983-92-0.
- The Vampire and the Devil's Son (2007, La Baronne Trépassée di Pierre Alexis Ponson du Terrail, 1852), ISBN 978-1-932983-55-5.
- Captain Vampire (2007, Le Capitaine Vampire di Marie Nizet, 1879), ISBN 978-1-934543-01-6.
- The Vampires of Mars (2008, Le Prisonnier de la Planète Mars e La Guerre des Vampires di Gustave Le Rouge (1908), ISBN 978-1-934543-30-6.
- The Black Coats: The Parisian Jungle (2008, Les Habits Noirs di Paul Féval (1863), ISBN 978-1-934543-03-0.
- The People of the Pole (2008, Le Peuple du Pôle di Charles Derennes (1907), ISBN 978-1-934543-39-9.
- The Nyctalope on Mars (2008, Le Mystère des XV di Jean de La Hire (1910), ISBN 978-1-934543-46-7.
- An Inhabitant of the Planet Mars (2008, Un Habitant de la Planète Mars di Henri de Parville (1864), ISBN 978-1-934543-45-0.
- The Novel of the Future (2008, Le roman de l'avenir di Félix Bodin (1834), ISBN 978-1-934543-44-3.
- The Clock of the Centuries (2008, L'horloge des siècles di Albert Robida (1902), ISBN 978-1-934543-13-9.
- The Martian Epic (2008, Les Titans du Ciel& L'Agonie de la Terre di Octave Joncquel e Theo Varlet (1921), ISBN 978-1-934543-41-2.
- The Black Coats: The Companions of the Treasure (2008, Les Companions du Trésor di Paul Féval (1872), ISBN 978-1-934543-26-9.
- Panic in Paris (2009, L'effrayante aventure di Jules Lermina (1910), ISBN 978-1-934543-83-2.
- Journey to the Land of the Fourth Dimension (2009, Voyage au pays de la quatrième dimension di Gaston de Pawlowski, 1912), ISBN 978-1-934543-37-5.
- Enter the Nyctalope (2009, L'Assassinat du Nyctalope di Jean de La Hire, 1933), ISBN 978-1-934543-99-3.
- The Extraordinary Adventures of a Russian Scientist Across the Solar System (2 volumi, 2009, Les Extraordinaires Aventures d'un Savant Russe di Georges Le Faure ed Henri de Graffigny (1888–96), ISBN 978-1-934543-81-8. & ISBN 978-1-934543-82-5.
- Ignis: The Central Fire (2009, Ignis di Comte Didier de Chousy (1883), ISBN 978-1-934543-88-7.
- Sâr Dubnotal vs. Jack the Ripper (2009, by Anonymous (1909), ISBN 978-1-934543-94-8.
- Ortog (2009, Ortog di Kurt Steiner (1960 e 1969), ISBN 978-1-935558-28-6.
- The Black Coats: Heart of Steel (2009, Coeur d'Acier di Paul Féval (1865), ISBN 978-1-935558-05-7.
- Doctor Lerne (2010, Le Docteur Lerne di Maurice Renard (1908), ISBN 978-1-935558-15-6.
- A Man Among the Microbes (2010, Un Homme chez les Microbes di Maurice Renard (1908), ISBN 978-1-935558-16-3.
- The Navigators of Space (2010, Les Navigateurs de l'Infini di J. H. Rosny aîné (1925), ISBN 978-1-935558-35-4.
- Mysteryville (2010, Mystère-Ville di Jules Lermina (1905), ISBN 978-1-935558-27-9.
- The Blue Peril (2010, Le Péril Bleu di Maurice Renard (1911), ISBN 978-1-935558-17-0.
- The World of the Variants (2010, Dans le Monde des Variants di J.-H. Rosny aîné (1939), ISBN 978-1-935558-36-1.
- The Terror of Madame Atomos (2010, La Terrible Madame Atomos di André Caroff (1964), ISBN 978-1-935558-41-5.
- The Doctored Man (2010, L'Homme Truqué di Maurice Renard (1921), ISBN 978-1-935558-18-7.
- The Mysterious Force (2010, La Force Mystérieuse di J.-H. Rosny aîné (1913), ISBN 978-1-935558-37-8.
- The Master of Light (2010, Le Maître de la Lumière di Maurice Renard (1933), ISBN 978-1-935558-19-4.
- Vamireh (2010, Vamireh di J.-H. Rosny aîné (1892), ISBN 978-1-935558-38-5.
- The Givreuse Enigma (2010, L'Enigme de Givreuse di J.-H. Rosny aîné (1892), ISBN 978-1-935558-39-2.
- The Man Who Found Himself (2010, L'Homme Qui s'est retrouvé di Henri Duvernois (1936), ISBN 978-1-935558-04-0.
- The Black Coats: The Cadet Gang (2010, La Bande Cadet di Paul Féval (1875), ISBN 978-1-935558-45-3.
- The Age of Lead (2010, L'Age de Plomb di Henri Falk (1922), ISBN 978-1-935558-42-2.
- The Young Vampire (2010, La Jeune Vampire di J.-H. Rosny aîné (1920), ISBN 978-1-935558-40-8.
- The Song of Montségur (2010, Le Chant de Montségur di Sylvie Miller & Philippe Ward (2001), ISBN 978-1-935558-56-9.
- The Eye of Purgatory (2010, L'Oeil du Purgatoire di Jacques Spitz (1945), ISBN 978-1-935558-64-4.
- The Gardens of the Apocalypse (2010, Les Jardins de l'Apocalypse di Richard Bessière (1963), ISBN 978-1-935558-68-2.
- The Superhumans (2011, Les Surhommes di Han Ryner (1929), ISBN 978-1-935558-77-4.
- The Supreme Progress: Eighteen French proto-science fiction stories from 1862 to 1890 (2011, ISBN 978-1-935558-82-8.
- Chalet in the Sky (2011, Un Chalet dans les Airs di Albert Robida (1925), ISBN 978-1-935558-87-3.
- The Secret of Zippelius (2011, Le Secret des Zippelius di Jules Lermina (1893), ISBN 978-1-935558-88-0.
- The Vampire Lord Ruthwen (2011, Lord Ruthwen ou Les Vampires di Cyprien Bérard (1820), ISBN 978-1-61227-004-3.
- Voyage to Venus (2011, Voyage à Vénus di Achille Eyraud (1865), ISBN 978-1-61227-005-0.
- The Vengeance of the Oval Portrait (2011) di Gabriel de Lautrec (1922), ISBN 978-1-61227-009-8.
- The World Above the World: Nine French proto-science fiction stories from 1862 to 1890 (2011, ISBN 978-1-61227-002-9.
- The Mysterious Fluid (2011, Pour Lire en Automobile di Paul Vibert (1901), ISBN 978-1-61227-020-3.
- Ever Smaller (2011, Toujours Plus Petits di Albert Bleunard (1893), ISBN 978-1-162-27014-2.
- The Black Coats: The Sword-Swallower (2011, L'Avaleur de Sabres di Paul Féval (1867), ISBN 978-1-61227-024-1.
- The Great Cataclysm (2011, Le Grand Cataclysme di Henri Allorge (1927), ISBN 978-1-61227-026-5.
- City of Glass (2011, Une Ville de Verre di Alphonse Brown (1891), ISBN 978-1-61227-023-4.
- The Virgin Vampire (2011, La Vampire ou la Vierge de Hongrie di Étienne-Léon de Lamothe-Langon (1825), ISBN 978-1-61227-032-6.
- Illa's End (2011, La fin d'Illa di José Moselli (1925), ISBN 978-1-61227-031-9.
- Journey to the Inverted World (2011, Voyage au Monde à l'Envers di Marcel Rouff (1920), ISBN 978-1-61227-039-5.
- Amilec (2011, Amilec (1753); Giphantie (1760); L'Empire des zaziris sur les humains (1761) di Charles-François Tiphaigne de la Roche, ISBN 978-1-61227-033-3.
- Baal (2011, Baal (1924); Les Amantes du diable (1929) di Renée Dunan, ISBN 978-1-61227-046-3.
- The Human Arrow (2011, Les Ailes de l'Homme di Félicien Champsaur (1917; rev. 1927), ISBN 978-1-61227-045-6.
- The Wing (2011, L'Aile, Roman des Temps Nouveaux di Jean Richepin (1911), ISBN 978-1-61227-053-1.
- The Xenobiotic Invasion (2011, La Grande Panne di Theo Varlet (1930), ISBN 978-1-61227-054-8.
- The Tale of Gold and Silence (2011, Le Conte de l'Or et du Silence di Gustave Kahn (1898), ISBN 978-1-61227-063-0.
- The World in 2000 Years (2011, Le Monde dans 2000 Ans di Georges Pellerin (1878), ISBN 978-1-61227-058-6.
- Nemoville: Twelve French proto-science fiction stories from 1757 to 1924 (2012, ISBN 978-1-61227-070-8.
- The Adventures of a Parisian Aeronaut in the Unknown Worlds (2012, Les Aventures d'un Aéronaute Parisien dans les Mondes Inconnus di Alfred Driou (1856), ISBN 978-1-61227-067-8.
- Illusions of Immortality (2012) di Edmond Haraucourt (nove racconti dal 1888 al 1919, ISBN 978-1-61227-075-3.
- Timeslip Troopers (2012, La Belle Valence di Théo Varlet e André Blandin (1923), ISBN 978-1-61227-078-4.
- A Surfeit of Mirrors (2012, La Canne de jaspe (1897) e Histoires Incertaines (1919) di Henri de Régnier, ISBN 978-1-61227-076-0
- Double Life (2012, misc. stories, 1843–1858) di Charles Asselineau, ISBN 978-1-61227-079-1.
- The Dominion of the World (4 volumes, 2012, La Conspiration des Milliardaires (1899–1900) di Gustave Le Rouge e Gustave Guitton, ISBN 978-1-61227-095-1., 978-1-61227-096-8, 978-1-61227-097-5 and 978-1-61227-098-2
- The Year 5865 (2012, L'An 5865 ou Paris dans 4000 Ans (1865) di Hippolyte Mettais, ISBN 978-1-61227-100-2.
- The Tower of Destiny (2012, Histoire de ce qui n'est pas arrivé (1854) e Les Ruines de Paris (1836) di Joseph Méry, ISBN 978-1-61227-101-9.
- Investigations of the Future: Seven French proto-science fiction stories from 1851 to 1909 (2012, ISBN 978-1-61227-106-4.
- The Future City (2012, La Cité Future (1890) di Alain le Drimeur, ISBN 978-1-61227-114-9.
- Ouha, King of the Apes (2012, Ouha, Roi des Singes (1923) di Félicien Champsaur, ISBN 978-1-61227-115-6.
- The Human Microbes (2012, Les Microbes Humains (1887) di Louise Michel, ISBN 978-1-61227-116-3.
- The New World (2012, Le Nouveau Monde (1888) di Louise Michel, ISBN 978-1-61227-117-0.
- The Vampire of the Val-de-Grace (2012, Le Vampire du Val-de-Grace (1862) di Léon Gozlan, ISBN 978-1-61227-123-1.
- The Frenetic People (2012, Les Hommes Frénétiques (1925) di Ernest Pérochon, ISBN 978-1-61227-118-7.
- The Golden Rock (2012, Le Roc d'Or (1927) di Theo Varlet, ISBN 978-1-61227-134-7.
- The Unpretentious Philosopher (2012, Le Philosophe sans Prétention (1775) di Louis-Guillaume de La Follie, ISBN 978-1-61227-136-1.
- Rouletabille at Krupp's (2013, Rouletabille chez Krupp (1918) di Gaston Leroux, ISBN 978-1-61227-144-6.
- Spawn of the Penitentiary (2013, Fleur de Bagne (1902) di Marie-François Goron & Emile Gautier, ISBN 978-1-61227-137-8.
- The Crazy Corner (2013, Le Coin des Fous (1921) di Jean Richepin, ISBN 978-1-61227-142-2.
- The Napus: The Great Plague of the Year 2227, Léon Daudet (Borgo Press, gennaio 2013, from Le Napus: fléau de l'an 2227, 1927)
- The Bacchantes: A Dionysian Scientific Romance, Léon Daudet (Borgo Press, gennaio 2013, from Les Bacchantes, 1931)
- Isoline and the Serpent-Flower (2013, Isoline et la Fleur-Serpent (1882) di Judith Gautier, ISBN 978-1-61227-152-1.
- The Conquest of the Air (2013, La Conquête de l'Air (1875) di Alphonse Brown, ISBN 978-1-61227-143-9.
- The Man Who Lost Himself: A Symbolist Novel, André Beaunier (Borgo Press, febbraio 2013, from L'Homme qui a perdu son moi, 1911)
- Champavert: Immoral Tales, Petrus Borel the Lycanthrope (Borgo Press, febbraio 2013)
- Pharaoh's Wife (2013, La Pharaonne (1929) di Felicien Champsaur, ISBN 978-1-61227-156-9.
- Love in 5000 Years (2013, L'Amour dans 5000 Ans (1908) di Fernand Kolney, ISBN 978-1-61227-155-2.
- Paris in the Year 2000 (2013, Paris en l'An 2000 (1869) di Tony Moilin, ISBN 978-1-61227-160-6.
- Monsieur Synthesis (2013, Les Secrets de Monsieur Synthèse (1888) e Dix Mille Ans dans un Bloc de Glace (1889) di Louis-Henri Boussenard, ISBN 978-1-61227-161-3.
- The Castaways of Eros (2013, Autore Lescure, Pilote d'Astronef (1932) di Theo Varlet, ISBN 978-1-61227-177-4.
- The Immortal Woman (2013, La Femme Immortelle (1869) di Pierre-Alexis Ponson du Terrail, ISBN 978-1-61227-175-0.
- The Antisocial Man and Other Strange Stories, Frédéric Boutet (Borgo Press, maggio 2013)
- The Voyage of Julius Pingouin and Other Strange Stories, Frédéric Boutet (Borgo Press, giugno 2103)
- The Centaurs (2013, Les Centaures (1904) di André Lichtenberger, ISBN 978-1-61227-184-2.
- Electric Life (2013, La Vie Electrique (1892) di Albert Robida, ISBN 978-1-61227-182-8.
- Voyage Beneath the Waves: A Science Fiction Novel, Jules Rengade (Borgo Press, luglio 2013, from Voyage sous les flots, 1867)
- Claude Mercoeur's Reflection and Other Strange Stories, Frédéric Boutet (Borgo Press, luglio 2013)
- The Eternal Flame (2013, La Flamme Eternelle (1931), Ciel Rose (1933) di Michel Corday, ISBN 978-1-61227-189-7.
- In a Thousand Years (2013, Dans Mille Ans (1884) di Emile Calvet, ISBN 978-1-61227-192-7.
- The Children of the Crab (2013, Raramémé (1921) di André Lichtenberger, ISBN 978-1-61227-200-9.
- Danse Macabre (2013, Danse Macabre (1832) di Paul Lacroix, ISBN 978-1-61227-205-4.
- Obsession (2013, L'Obsession – Moi et l'Autre (1908) di Jules Claretie, ISBN 978-1-61227-213-9.
- Ahasuerus (2013, Ahasverus (1834) di Edgar Quinet, ISBN 978-1-61227-214-6.
- The Chambrion and Other Stories, Pierre Alexis Ponson du Terrail (Borgo Press, settembre 2013)
- The Anatomy of Love and Murder: Psychoanalytical Fantasies, Gaston Danville (Borgo Press, settembre 2013)
- The Adventures of Captain Cap (2013, Le Captain Cap, ses aventures, ses idées, ses breuvages (1902) di Alphonse Allais, ISBN 978-1-61227-218-4.
- The Fiery Wheel (2013, La Roue Fulgurante (1908) di Jean de La Hire, ISBN 978-1-61227-217-7.
- Martyrs of Science (2013, original collection of stories by S. Henry Berthoud, ISBN 978-1-61227-229-0.
- Prince Bonifacio (2013, Prince Bonifacio (1864) di Louis Ulbach, ISBN 978-1-61227-228-3.
- Cybele (2013, Cybele (1891) di Adolphe Alhaiza, ISBN 978-1-61227-231-3.
- The Conqueror of Death (2013, original collection of 8 French scientific romances, ISBN 978-1-61227-230-6.
- Someone is Stealing Children in Paris (2014, On Vole des Enfants à Paris (1906) di Louis Forest, ISBN 978-1-61227-252-8.
- The Magnetized Corpse (2014, original collection of stories by Jules Janin), ISBN 978-1-61227-248-1.
- The Mysterious Doctor Cornelius (2014, Le Mystérieux Docteur Cornelius (1912–13) di Gustave Le Rouge, ISBN 978-1-61227-243-6.; 978-1-61227-244-3; 978-1-61227-245-0
- The Vampires of London (2014, Le Vampire (1852) di Angelo de Sorr, ISBN 978-1-61227-264-1.
- The Marvelous Adventures of Serge Myrandhal on Mars (2014, Les Aventures Merveilleuses de Serge Myrandhal sur la Planete Mars (1908) di H. Gayar, ISBN 978-1-61227-265-8.
- The Necessary Evil (2014, Le Mal Nécessaire (1899) di André Couvreur, ISBN 978-1-61227-253-5.
- Caresco, Superman (2014, Caresco, Surhomme (1904) di André Couvreur, ISBN 978-1-61227-254-2.
- The Exploits of Professor Tornada 1 (2014, Une Invasion de Macrobes (1909); L'Androgyne (1922) di André Couvreur, ISBN 978-1-61227-279-5.
- The Exploits of Professor Tornada 2 (2014, Le Valeur Phosphorescent (1923); Mémoires d'un Immortel (1924) di André Couvreur, ISBN 978-1-61227-280-1.
- The Exploits of Professor Tornada 3 (2014, Le Biocole (1927); Le Cas de la Baronne Sasoitsu (1939) di André Couvreur, ISBN 978-1-61227-281-8.
- The Eupantophone (2014, L'Eupantophone (1904) di Henri Austruy, ISBN 978-1-61227-293-1.
- The Petitpaon Era (2014, L'Ere Petitpaon (1906) di Henri Austruy, ISBN 978-1-61227-294-8.
- The Olotelepan (2014, L'Olotelepan (1925) di Henri Austruy, ISBN 978-1-61227-295-5.
- An Unknown World (2014, Un Monde Inconnu, Deux Ans sur la Lune (1896) di Pierre de Selenes, ISBN 978-1-61227-302-0.
- The Enchanter Merlin (2014, Merlin l'Enchanteur (1860) di Edgar Quinet, ISBN 978-1-61227-303-7.
- The Human Ant (2014, L'Homme Fourmi (1901) di Han Ryner, ISBN 978-1-61227-323-5.
- The Silent Bomb (2014, La Bombe Silencieuse (1916) di Charles Dodeman, ISBN 978-1-61227-319-8.
- Paris Before the Deluge (2014, Paris Avant le Déluge (1866) di Hippolyte Mattais, ISBN 978-1-61227-328-0.
- The Battle of Strasbourg (2014, La Bataille de Strasbourg (1892) di Jules Lermina, ISBN 978-1-61227-324-2.
- The Revolt of the Machines (2013, original collection of 8 French scientific romances, ISBN 978-1-61227-333-4.
- The Final War (2014, La Guerre Finale (1885) di Barillet-Lagargousse, ISBN 978-1-61227-337-2.
- Homo-Deus (2014, Homo deus, le satyre invisible (1923) e Tuer les vieux, jouir! (1925) di Félicien Champsaur, ISBN 978-1-61227-351-8.
- Daâh: The First Human (2014, Daâh, le premier homme (1914) di Edmond Haraucourt plus further stories, ISBN 978-1-61227-355-6.
- The Magnetized Corpse (2014, Contes Fantastiques et contes littéraires (1832) di Jules Janin, ISBN 978-1-61227-248-1.
- Prince Bonifacio and Other Stories (2014, Le Prince Bonifacio; La dame blanche de Bade; Le petit homme rouge; Le démon du laco (1864) di Louis Ulbach, ISBN 978-1-61227-228-3.
- The Ark (2015, Le Roi du Galande (1910) e L'Arche (1920) di André Arnyvelde, ISBN 978-1-61227-432-4.
- The Mutilated Bacchus (2015, Le Bacchus Mutilé (1922) e Demande un Homme, ou L'Étrange Tournoi d'Amour (1924) di André Arnyvelde, ISBN 978-1-61227-433-1.
- Nora, the Ape-Woman (2015, Nora, la guenon devenue femme (1929) di Félicien Champsaur, ISBN 978-1-61227-403-4.
- The Misfortunes of John Bull (2015, Les Malheurs de John Bull (1884) di Camille Debans, ISBN 978-1-61227-411-9.
- The World of Mercury (2015, Relation du Monde de Mercure (1750) di Chevalier de Béthune, ISBN 978-1-61227-410-2.
- Balzac's Cane (2015, Le Lorgnon as Delphine Gay (1831) e La Canne de M de Balzac (1836) di Mme Émile de Girardin, ISBN 978-1-61227-368-6.
- The Philosophic Voyager in an Island Unknown to the Inhabitants of Earth (2015, Le Voyageur Philosophe dans un Pays Inconnu aux Inhabitants de la Terre (1761) di Mr de Listonai, ISBN 978-1-61227-367-9.
- The Voyages of Lord Seaton to the Seven Planets (2015, Voyage de Milord Séton dans les Sept Planètes, ou Le nouveau mentor (1765–1766) di Marie-Anne de Roumier-Robert, ISBN 978-1-61227-446-1.
- The War of the Sexes (2015, Tel qui est! (1926) di Odette Dulac, ISBN 978-1-61227-405-8.
- Jim Click (2015, Jim Click ou La Merveilleuse Invention (1930) di Fernand Fleuret, ISBN 978-1-61227-442-3.
- The Enchanted City: A Voyage to Lake Tanganyika (2015, La ville enchantée, voyage au Lac Tanganyika, 1885) di Eugène Hennebert, ISBN 978-1-61227-345-7.
- The Maker of Men and his Formula (2015, Le Faiseur d'Hommes et sa Formule, 1906) di Jules Hoche, ISBN 978-1-61227-426-3.
- The Missing Men of the Sirius (2015, Les Trois Disparus du "Sirius", 1896) di Georges Price, ISBN 978-1-61227-387-7.
- The Engineer von Satanas (2015, L'Ingénieur von Satanas, 1919) di Albert Robida, ISBN 978-1-61227-425-6.
- The World Turned Upside Down (2015, Voyage de Théodose à l'île d'Utopie, 1872) e Le monde reversé (1872) di Léonie Rouzade, ISBN 978-1-61227-346-4.
- The Strange Voyages of Jacques Massé and Pierre de Mésange (2015, Voyages et Avantures de Jaques Massé anonymous, circa 1714; e La Vie, Les Aventures, & le Voyage de Groenland du Révérend Pere Cordelier Pierre de Mésange, 1720) di Simon Tyssot de Patot, ISBN 978-1-61227-370-9.
- The Merchants of Health and Other Fantastic Stories (2015, Les Marchands de Santé, 1862, e Monsieur Personne, 1864) di Pierre Véron, ISBN 978-1-61227-372-3.
- The Last Fay (2016, La Dernière fée, ou La Nouvelle Lampe merveilleuse (1823) di Horace de Saint-Aubin, ISBN 978-1-61227-547-5.
- Journey to the Sun (2016, Paris avant les hommes (1861) di Pierre Boitard, ISBN 978-1-61227-517-8.
- Voyage to the Center of the Earth (2016, Voyage au centre de la terre, ou, Aventures diverses de Clairancy et de se compagnons, dans le Spitzberg, au Pôle-Nord, et dans des pays inconnus (1821) di Jacques-Albin Simon Collin de Plancy, ISBN 978-1-61227-487-4.
- Harry Dickson: Tenebras (2016, Tenebras, le bandit fantôme (1912) di Arnould Galopin, ISBN 978-1-61227-562-8.
- The Apocryphal Napoleon (2016, Napoléon et la conquête du monde, 1812–1832: Histoire de la monarchie universalle (1836) di Louis Geoffroy, ISBN 978-1-61227-579-6.
- The Second Life of Doctor Albin (2016, La seconde vie du docteur Albin (1902) di Raoul Gineste, ISBN 978-1-61227-467-6.
- An International Mission to the Moon (2016, Une mission internationale sur la Lune (1933) plus two other tales by Jean Petithuguenin, ISBN 978-1-61227-466-9.
- The Chimerical Quest (2016, Le Soleil Noir (1929) e La Chasse aux chimères (1932) di René Pujol, ISBN 978-1-61227-488-1.
- The Discovery of the Austral Continent by a Flying Man (2016, La découverte australe par un Homme-volant, ou le Dédale français (1781) di Restif de la Bretonne, ISBN 978-1-61227-512-3.
- The Son of Silence (2016, Le fils du silence (1911) e Les Paraboles Cyniques (1913) di Han Ryner, ISBN 978-1-61227-549-9.
- The End of Atlantis (2017, La Fin d'Atlantis ou le grand soir (1926) di Jean Carrère, ISBN 978-1-61227-618-2.
- The Man Who Married a Mermaid (2017) con Paul Bocage (Les Mariages du père Olifus (1849) di Alexandre Dumas, ISBN 978-1-61227-612-0.
- Arrival in the Stars and Other Stories (2017, stories from Fantasmagories, histoires rapides (coll 1887) plus L'Arrivée aux étoiles: essai vers l'au-delà (1922) di Jean Rameau, ISBN 978-1-61227-627-4.
- The Story of the Great Prince Oribeau (The Fay Ouroucoucou 1) (2017, Les veillées du marais, ou, histoire du grand prince Oribeau, roi de Mommonie, au pays d'Evinland; & de la vertueuse princesse Oribelle, de Lagenie: tirée des anciénnes annales Irlandaises, & recenment-translatée en-français (1785) di Restif de la Bretonne, ISBN 978-1-61227-601-4.
- The Four Beauties and the Four Beasts (The Fay Ouroucoucou 2) (2017, Restif de la Bretonne, ISBN 978-1-61227-602-1.
- In 1965 and Other Stories (2018, Albert Robida, ISBN 978-1-61227-728-8.
- Singular Amours (2018, Trois Amours Singulières, 1886) di Edmond Thiaudière, ISBN 978-1-61227-730-1.
- The Last Rendezvous: Stories and Prose Poems (2021) di May Armand Blanc, ISBN 978-1645250593.
- Princesses of Darkness and Other Exotica (2021) di Jean Lorrain, ISBN 978-1645250692.

### Come curatore

#### Serie antologica
- Decadence
  - 1 The Daedalus Book of Decadence (Moral Ruins; 1990)
  - 2 The Second Daedalus Book of Decadence: The Black Feast (1992)

#### Antologie
- Tales of the Wandering Jew (1991)
- The Dedalus Book of British Fantasy: The 19th Century (1991)
- The Dedalus Book of Femmes Fatales (1992)

### Saggistica
- The Mysteries of Modern Science (Routledge & Kegan Paul, 1977)
- A Clash of Symbols: The Triumph of James Blish (Borgo Press, ottobre 1979; Borgo Press, agosto 2008)
- Masters of Science Fiction: Essays on Six Science Fiction Authors (Borgo Press, dicembre 1981)
- The Science in Science Fiction (Michael Joseph 1982; Knopf febbraio 1983; con Peter Nicholls come caporedattore e David Langford come curatore associato)
- Future Man: Brave New World or Genetic Nightmare? (Crown, ottobre 1984)
- The Third Millennium: A History of the World AD 2000–3000 (con David Langford; Sidgwick & Jackson luglio 1985 / Knopf agosto 1985)
- Scientific Romance in Britain, 1890–1950 (Fourth Estate, settembre 1985 / St. Martin's Press novembre 1985)
- The Sociology of Science Fiction (Borgo Press, aprile 1987; Borgo Press, settembre 2007); versione in volume della tesi di dottorato di Stableford.
- The Way to Write Science Fiction (Elm Tree Books, aprile 1989)
- Algebraic Fantasies and Realistic Romances: More Masters of Science Fiction (Borgo Press, febbraio 1995; Borgo Press, settembre 2007)
- Opening Minds: Essays on Fantastic Literature (Borgo Press, aprile 1995; Borgo Press, settembre 2007)
- Outside the Human Aquarium: Masters of Science Fiction, Second Edition (Borgo Press, settembre 1995; Borgo Press, aprile 2008); Read an excerpt on the fiction of Clark Ashton Smith
- Writing Fantasy & Science Fiction and Getting Published (Teach Yourself Books dicembre 1997)
- Glorious Perversity: The Decline and Fall of Literary Decadence (Borgo Press, 1998; Borgo Press, ottobre 2008)
- Yesterday's Bestsellers: A Voyage through Literary History (Borgo Press, maggio 1998; Borgo Press, agosto 2008)
- The Dictionary of Science Fiction Places (Fireside Books aprile 1999)
- Historical Dictionary of Science Fiction Literature (Scarecrow Press, giugno 2004); rivisto come The A to Z of Science Fiction Literature (Scarecrow Press, settembre 2005)
- Historical Dictionary of Fantasy Literature (Scarecrow Press, luglio 2005)[5]; rivisto come The A to Z of Fantasy Literature (Scarecrow Press, agosto 2009)
- Science Fact and Science Fiction: An Encyclopedia (Routledge settembre 2006)
- Slaves of the Death Spiders and Other Essays on Fantastic Literature (Borgo Press, novembre 2006)
- Space, Time, and Infinity: Essays on Fantastic Literature (Borgo Press, dicembre 2006)
- Heterocosms and Other Essays on Fantastic Literature (Borgo Press, febbraio 2007)
- The Devil's Party: A Brief History of Satanic Abuse (Borgo Press, marzo 2009)
- Gothic Grotesques: Essays on Fantastic Literature (Borgo Press, marzo 2009)
- News of the Black Feast and Other Random Reviews (Borgo Press, marzo 2009)
- Jaunting on the Scoriac Tempests and Other Essays on Fantastic Literature (Borgo Press, aprile 2009)
- Against the New Gods and Other Essays on Writers of Imaginative Fiction (Borgo Press, novembre 2009)
- Narrative Strategies in Science Fiction and Other Essays on Imaginative Fiction (Borgo Press, dicembre 2009)
- Exotic Encounters: Selected Reviews (Borgo Press, gennaio 2010)
- Creators of Science Fiction: Essays on Authors, Editors, and Publishers Who Shaped Science Fiction (Borgo Press, marzo 2010)
- The Decadent World-View: Selected Essays (Borgo Press, agosto 2010)
- New Atlantis: A Narrative History of Scientific Romance, Vol. 1: The Origins of Scientific Romance (Borgo Press, febbraio 2016)
- New Atlantis: A Narrative History of Scientific Romance, Vol. 2: The Emergence of Scientific Romance (Borgo Press, febbraio 2016)
- New Atlantis: A Narrative History of Scientific Romance, Vol. 3: The Resurgence of Scientific Romance (Borgo Press, febbraio 2016)
- New Atlantis: A Narrative History of Scientific Romance, Vol. 4: The Decadence of Scientific Romance (Borgo Press, febbraio 2016)
- The Plurality of Imaginary Worlds: The Evolution of French Roman Scientifique (Black Coat Press, marzo 2016)

## Premi e riconoscimenti
- IAFA Distinguished Scholarship Award 1987[6]
- Science Fiction & Fantasy Translation Awards 2011, premio speciale.[7]